# J-League Winning Eleven
J-League Winning Eleven foi o primeiro jogo criado da série Winning Eleven. Pioneiro da série, desenvolvido pela Konami Sports, repartição interna da Konami, o jogo trazia gráficos e jogabilidade avançados para época.
Todos os anos, uma nova versão do jogo é lançada, contendo as atualizações atuais do futebol real. Elas são lançadas primeiramente no Japão como Winning Eleven, depois de alguns meses são lançadas as versões modificadas: Winning Eleven International para as Américas, e Pro Evolution Soccer para o resto do planeta, sendo lançado primeiramente na Europa. A partir de todas essas versões aparecem várias outras versões feitas a partir delas, com adaptações locais, como ligas, jogadores, times e idioma.
A partir de 2007, a franquia começa a se chamar "Winning Eleven: Pro Evolution Soccer" para o mercado americano.

## Gameplay
A introdução do jogo apresenta um estádio de futebol flutuando no céu, depois um jogador de futebol que executa um chute livre.
Existem seis modos disponíveis no menu principal: Exposição, Campeonato Master, Hyper Cup, Exposição All Stars, Modo Opções e Modo Jogador. Na opção Modo, você pode definir o limite de tempo, as condições do solo, o nível da CPU e as opções de som.
No "Modo Player", são mostradas fotos e estatísticas dos jogadores, este modo apresenta uma música de fundo japonesa com voz japonesa.
O gráfico é totalmente renderizado em 3D. A jogabilidade é muito rápida, a configuração do botão é a seguinte: atirar, passar, cruzar, correr, atacar; você pode substituir jogadores pressionando o botão Iniciar. Quando um jogador marca um gol, é exibida uma repetição com um ângulo aproximado da câmera. O Game Hud apresenta retratos dos jogadores na parte inferior da tela. O áudio durante uma partida apresenta música de fundo, efeitos sonoros da multidão e comentários japoneses no jogo.